# 1371 Resi
1371 Resi è un asteroide della fascia principale. Scoperto nel 1935, presenta un'orbita caratterizzata da un semiasse maggiore pari a 3,2049429 au e da un'eccentricità di 0,1200362, inclinata di 16,43048° rispetto all'eclittica.
L'asteroide è dedicato al cugino della signora Schaub, una conoscente dello scopritore.